# بونيرة أنيقة
بونيرة أنيقة (الاسم العلمي:Ponera  elegantula) هي نوع من حشرات تتبع جنس البونيرة من فصيلة النمليات.